# Тесфалем Текле
Тесфалем Текле Тенсуе (англ. Tesfalem Tekle Tensue, нар. 9 жовтня 1993) — еритрійський футболіст, півзахисник клубу «Ат-Тахрір». Виступав за національну збірну Еритреї.

## Клубна кар'єра
У дорослому футболі дебютував 2008 року виступами за команду «Ат-Тахрір», кольори якої захищає й донині.

## Виступи за збірну
2011 року дебютував у складі національної збірної Еритреї. Зіграв 2 матчі в рамках кваліфікації до чемпіонату світу 2014 року

### Голи за збірну
Рахунок та результат збірної Еритреї в таблиці подано на першому місці.
| №  | Дата             | Місце                           | Суперник | Рахунок | Результат | Змагання                           |
| -- | ---------------- | ------------------------------- | -------- | ------- | --------- | ---------------------------------- |
| 1. | 15 листопад 2011 | Сісеро Стедіум, Асмера, Еритрея | Руанда   | 1–0     | 1–1       | кваліфікація чемпіонату світу 2014 |